# Charaxes kigoma
Charaxes kigoma är en fjärilsart som beskrevs av Van Someren 1964. Charaxes kigoma ingår i släktet Charaxes och familjen praktfjärilar. Inga underarter finns listade i Catalogue of Life.